# Xeic
|  | Per a altres significats, vegeu «Xeic!». |

Xeic —de l'àrab شيخ, xayẖ, literalment ‘ancià’— és un títol honorífic d'origen àrab el sentit del qual és ‘venerable’ o ‘mestre’. En termes generals, un xeic és una persona respectada a causa de la seva edat, els seus coneixements o la seva autoritat. A l'origen el mot volia dir simplement ‘home vell', fins que es va començar a utilitzar per a designar el cap d'una tribu beduïna a la península Aràbiga.

## Variants del terme
És un terme equivalent al títol tuareg i amazic amghar, que significa ‘home gran' (per edat o poder); es dona a un cap que serveix d'enllaç entre la tribu i l'amenokal. En alguns grups amazics, principalment a la Cabília, l'amghar és el cap de l'assemblea de notables; entre alguns grups amazics del Marroc el cap de l'assemblea o jamaa s'anomena muqàddam i l'amghar és el que té el poder per la força i no per elecció.
A la regió del golf Pèrsic aquest tractament es fa servir per a referir-se a persones prominents, generalment alts càrrecs polítics o homes de negocis (de fet, en l'opinió pública occidental, aquest títol es relaciona quasi exclusivament amb els potentats del petroli). Va ser utilitzat com a títol oficial pels monarques del Kuwait fins que aquest estat va ingressar a la Lliga Àrab el 1961 i va adoptar la denominació d'emirat (els seus dirigents llavors passaren a ser designats com a emirs o prínceps).
En l'islam amb freqüència designa de manera genèrica els homes versats en religió (com un equivalent d'ulema o alfaquí). En una confraria sufí, el xeic és el mestre espiritual o el títol respectuós donat a un sant. Els àrabs cristians també solen usar-lo de la mateixa manera. Els grans caps religiosos o líders de confraries utilitzen sovint xeic (xaykh) com afegit al seu nom per indicar aquesta distinció.
El mot també s'empra com a simple tractament de cortesia dirigit a les persones grans; seria l'equivalent del terme català avi, sense cap connotació de parentiu amb el qui parla. No obstant això, aquest ús és delicat, ja que en determinats contextos pot utilitzar-se per a fer veure a algú que és vell o que ho sembla.
En molts llocs (tant del món àrab com de països musulmans no àrabs) ha esdevingut nom propi, Xaykh. A l'Àfrica Occidental són molt utilitzades en aquest sentit les formes Cheïkh, Sékou o Cheikou, escrites «a la francesa».
Encara que no sigui massa corrent, el mot també es fa servir al femení (شيخة, xayẖa) per a referir-se a la muller o a la filla d'un xeic o, en els països àrabs, a les dones riques. En el sufisme designa el mateix xeic (mestre o guia), ja que aquest càrrec pot ser ocupat per dones.